# Сентябрьский заговор
Сентябрьский заговор (исп. Conspiración Septembrina) — эпизод истории государства Колумбия; покушение на жизнь главы Симона Боливара, состоявшееся 25 сентября 1828 года.

## Предыстория
После свержения испанского господства в молодых южноамериканских государствах постоянно шла борьба двух тенденций: централизаторской и федералистской. Боливар был сторонником централизма (поначалу он пытался создать вообще единое южноамериканское государство, затем — хотя бы крупное государство Колумбия на северо-западе континента). В 1828 году на конституционном конгрессе в Оканье случился открытый раскол между сторонниками Боливара и вице-президента Сантандера по вопросу о будущем устройстве страны. После этого Боливар объявил себя диктатором и упразднил пост вице-президента.
«Федералисты», ориентировавшиеся на Сантандера, организовали заговор с целью убийства Боливара, которое должно было быть осуществлено после отъезда Сантандера в США, дабы оставить его имя незапятнанным. Руководителями заговора были Аугустин Эрмет и Флорентино Гонсалес. Гонсалес оставил записи:

Необходимо, чтобы пролилась кровь. Без крови не обходится ни одно великое восстание народа против тиранов. Мне было нелегко принять это жёсткое решение. Двадцать гражданских лиц и двадцать военных под командованием Карухо в полночь должны будут ворваться во дворец правительства и захватить Боливара живым или мёртвым.

## Ход событий
25 сентября 1828 года в Боготе в доме Луиса Варгаса Техады собралось много людей, среди которых был и командующий артиллерийским батальоном подполковник Педро Карухо. Заговорщики убили сторожевых собак возле дворца, закололи стражу и прорвались во дворец, тяжело ранив личного телохранителя Боливара — Ибарру. Защищая спальню Боливара, от ножа заговорщика погиб британский легионер Уильям Фергюссон.
Сам Боливар в это время находился в спальне на первом этаже вместе со своей возлюбленной Мануэлой Саэнс. Услышав за дверью странные звуки, он схватил саблю и пистолет, и бросился к двери, но Мануэла удержала его, заставила одеться и уговорила бежать через окно в момент, когда за ним никого не будет. Боливар послушался её, а Мануэла постаралась отвлечь заговорщиков, уверяя их, что Боливар находится где-то в другой части дома. Заговорщики сильно избили женщину, но оставили её в живых.
Боливар вместе со своим верным слугой Хосе Паласио пробрался по ночному городу до реки Сан-Аугустин и спрятался под мостом Кармен. Спустя четыре часа они выбрались оттуда и добрались до штаба полка, которым командовал верный Боливару полковник Варгас. После этого Боливар с солдатами отправился на площадь, где уже находилась искавшая его Мануэла. Обращаясь к ней, Боливар сказал: «Вы освободили Освободителя».

## Последствия
Боливар предотвратил казнь людей, покушавшихся на его жизнь, сказав: «Они хотели убить не меня, а страну». Сантандер, спасаясь от гнева толпы, жаждавшей расправы, скрывался в доме генерала Урданеты, который как раз и настаивал на казни зачинщиков заговора. Однако Боливар в итоге отменил смертный приговор для своего оппонента Сантандера и выслал его во Францию, и он вернулся в страну лишь после смерти Боливара.
Покушение на жизнь Боливара тяжело сказалось на его здоровье: за четыре часа под мостом он сильно простудился, а сама попытка переворота подавила его морально. После покушения Боливар запретил публичные собрания и обуздал враждебно настроенных журналистов.